# 제리 래퍼티
제리 래퍼티(Gerry Rafferty, 1947년 4월 16일 ~ 2011년 1월 4일)는 스코틀랜드의 싱어송라이터이다.